# Постмодернізм в теорії міжнародних відносин
Постмодернізм в теорії міжнародних відносин — сформований у 1980-ті рр. комплекс теоретичних підходів до дослідження явищ міжнародного життя, в основі якого лежать ідеї європейських філософів-постструктуралістів 20 століття (Мішель Фуко, Жак Дерріда, Франсуа Ліотар, Жан Бодрійяр). Існує два підходи до розуміння постмодернізму як теорії міжнародних відносин. У вузькому сенсі постмодернізм аналізує дискурс епохи модерну, критикує ідеали Просвітництва і виявляє наслідки їх затвердження для сфери політики і міжнародних відносин. У розширювальному сенсі до постмодернізму відносять також постструктуралізм. Постструктуралісти вивчають функції мови як інструмент конструювання соціальних смислів. До числа видатних дослідників-постмодерністів в теорії міжнародних відносин відносять Річарда Ешлі, Джеймса Дер Деріана, Майкла Шапіро і Роба Уолкера.

## Ідейні витоки
З одного боку, формування постмодернізму як теорії міжнародних відносин обумовлено трансформацією соціальної та технологічної дійсності. Повсюдне впровадження нових інформаційних і комунікативних технологій сприяло віртуалізації соціальних процесів і явищ міжнародного життя. Під впливом інформаційної революції змінилася роль мас медіа в суспільстві. Засоби масової інформації не тільки отримали повсюдне поширення, але і знайшли нові інструменти впливу на аудиторію, оперуючи знаками і конструюючи смисли. Ці зміни привели до якісної трансформації міжнародного середовища та до формування нових законів її функціонування, які не отримували пояснення в рамках раціоналістичних теорій міжнародних відносин.
З іншого боку, становлення постмодернізму стимулювало зростаюче невдоволення раціоналістичними теоріями міжнародних відносин. У 1980-ті рр. в умовах так званої «Другої холодної війни» на адресу реалізму все голосніше звучали звинувачення в тому, що ця теорія не тільки не здатна зупинити біполярну конфронтацію і гонку ядерних озброєнь, а й навпаки, лише сприяє загостренню конфлікту, конструюючи образ ворога. Таким чином, в науку поступово проникала думка про те, що теорії не пояснюють політичні процеси, а самі є їх частиною, формують їх.. Крім того, критики зазнали основні категорії реалізму: державний суверенітет, анархічна природа міжнародних відносин, безпека як базова потреба держави, — з огляду на те що вони не відображають динаміки сучасних міжнародних відносин. З позиції постмодернізму епістемологічні і методологічні приписи раціоналістичних теорій, які довгий час розглядалися як абсолютна істина, не можуть претендувати на універсальність в силу їх історичної обумовленості.

## Основні припущення

### Факти і інтерпретації
Всупереч поширеній думці, постмодерністи аж ніяк не заперечують існування об'єктивної реальності. При цьому, вони ставлять під сумнів можливість взаємодіяти з нею безпосередньо. З позиції постмодернізму, дослідник працює виключно з інтерпретаціями, а не з фактами — будь-який факт спочатку включений в певний соціальний контекст, а значить, не вільний від інтерпретативної складової.

### Владні стосунки
В центрі уваги дослідників-постмодерністів знаходиться проблема влади і підпорядкування в міжнародних відносинах. Розуміючи владу в найширшому сенсі як примус і виключення, вони акцентують всюдисущу присутність владних відносин: в політичному дискурсі, в теоретичних концепціях, академічних працях, популярній культурі, рекламі і спорті.
Щоб залишатися легітимною, політична влада приховує себе. Для цього вона шукає обґрунтування в історії, раціональності та релігії. Емансипація вимагає виявлення влади через аналіз і витягування на поверхню дискурсів, витіснених панівним наративом.

### Мова і дискурс
З позиції постструктуралізму реальність постає перед дослідником у формі тексту, так як мова є головним інструментом формування соціальних сенсів. З огляду на те, що за кожним таким конструктом стоять владні відносини, уважний аналіз лексики і термінології, використовуваної політиками, журналістами і дослідниками міжнародних відносин, дозволяє виявити прихований примус і нейтралізувати його вплив. Тільки в умовах множинності наративів можливо виявити і нейтралізувати владу в кожному з них. Наприклад, за допомогою методів генеалогії і деконструкції дослідники піддають детальному розбору базові поняття, на яких будуються раціоналістичні теорії міжнародних відносин — анархічний характер міжнародного середовища, суверенітет — і доводять, що всі вони будуються на ланцюжку сумнівних припущень і не можуть претендувати на абсолютну об'єктивність.

### Мета-наративи
Постмодернізм скептично ставиться до «великих теорій» і універсальних проектів емансипації. Така позиція обумовлена припущенням про всюдисущність влади. В рамках даного підходу, кожна теорія, що претендує на монополію на істину, так само як і кожен універсальний проект емансипації пригнобленої частини людства, приховано орієнтований на досягнення привілеїв для одних соціальних груп і маргіналізацію інших. Таким чином, реабілітація витіснених панівним дискурсом наративів більше, ніж будь-які «великі теорії», відповідає меті емансипації.

## Критика
Постмодернізм як підхід до дослідження міжнародних відносин критикують за те, що він з самого початку не має явної політичної спрямованості і не може бути використаний для пояснення зовнішньої політики. Однак, такі дисципліни як етика, предметом якої також не є сфера політики, тим не менш, роблять внесок в дослідження міжнародних відносин і вироблення політичних рішень. Крім того, це критичне зауваження засноване на вузькому розумінні предмета дослідження таких дисциплін як міжнародні відносини і світова політика.
Скепсис дослідників-постмодерністів щодо мета-наративів і «великих теорій» викликає нарікання з боку представників інших теорій і тому, що постмодернізм фокусується на емпіричних дослідженнях, кожне з яких вони самі ж трактують лише як одну з інтерпретацій реальності, і у зв'язку з цим він не здатний привести на світ цілісну модель пояснення дійсності. Однак дане зауваження не ігнорує значення критичної складової постмодернізму. Більш того, воно приховано містить вказівку на те, що великі теоретичні моделі є єдиною релевантною інформацією для дослідника міжнародних відносин.
Постмодернізм також критикують за те, що він не надає досліднику інструментів, які дозволяють відокремити «хороші» знання від «поганих». Якщо неможливо судити про реальність на підставі єдиного підходу, і влада присутня у всіх дискурсах, то не можна оцінювати і співвідносити їх значущість. Так, наприклад, з позиції постмодернізму неможливо судити про пояснюючу цінність і етичну загрозу, яку несе книга Адольфа Гітлера «Майн Кампф». Однак ці звинувачення не враховують фокус постмодернізму на емансипації людини і боротьбі з проявами влади у всіх дискурсах. За допомогою методів деконструкції і генеалогії в тексті або доктрині, в тому числі в роботі Гітлера, легко виявити елементи влади і примусу, і тим самим підірвати її претензії на істинність. З огляду на те, що дослідники-постмодерністи в принципі відкидають монополію на істину і вище за все цінують різноманітності дискурсів, що дозволяє нейтралізувати потенціал примусу, закладений в кожному з них окремо, фашизм з його крайньою нетерпимістю до інакомислення не може бути ними виправданий.
За те, що постмодернізм відкидає традиційні проекти по емансипації, особливо марксистські, його прихильників звинувачують в консерватизмі.